# Polygrammodes maculiferalis
Polygrammodes maculiferalis is een vlinder uit de familie van de grasmotten (Crambidae), uit de onderfamilie van de Spilomelinae. De wetenschappelijke naam van deze soort is voor het eerst voorgesteld als Dichocrocopsis maculiferalis door Harrison Gray Dyar Jr. in een publicatie uit 1910.
De soort komt voor in Guyana en Frans-Guyana.